# Fondation actionnaire
Une fondation actionnaire est une fondation, ou toute autre structure assimilée (fonds de dotation, fonds de pérennité), qui possède tout ou partie d’une entreprise, par la volonté des actionnaires qui lui ont fait don de leurs titres.
La fondation actionnaire exerce une double mission : philanthropique en soutenant des projets d’intérêt général (notamment grâce aux dividendes qu’elle perçoit) et économique en jouant son rôle d’actionnaire. En France, la fondation actionnaire n’est pas un statut juridique, mais un modèle hybride, économique et philanthropique, de transmission et de gouvernance des entreprises.
La fondation permet de protéger le capital de l'entreprise, de pérenniser sa mission élargie à des enjeux sociétaux et de contribuer, principalement grâce aux dividendes qu’elle perçoit, à soutenir des causes d’intérêt général.

## Histoire
La première fondation actionnaire est la fondation Carl Zeiss, créée en 1889 par Ernst Abbe à la suite de la mort de son ami Carl Zeiss. Elle est l'actionnaire principale des sociétés Carl Zeiss AG et Schott AG,.
Les fondations actionnaires se sont développées en Europe du Nord dans les années 1920 grâce à la volonté de familles d'industriels.
Le Danemark est le pays emblématique de ce modèle : 1360 fondations actionnaires y étaient recensées en 2017, et les entreprises détenues par des fondations représentaient 54% de la capitalisation de la bourse de Copenhague. L'ensemble des entreprises possédées par des fondations représentent 10% de la richesse nationale et 25% des exportations du pays. On compte parmi elles des fleurons industriels de l'économie danoise comme Carlsberg, Novo Nordisk, Velux, Maersk, ou Danfoss. Les dons effectués à des causes d’intérêt général par les fondations actionnaires danoises dépassent le milliard d’euros par an[réf. nécessaire].
En Allemagne, il existait en 2017 près de 1000 fondations actionnaires[réf. nécessaire], plusieurs d'entre elles possédant des entreprises internationales comme Bosch, Bertelsmann, ou Playmobil. Il en existe autant en Suède[réf. nécessaire], avec là encore plusieurs fleurons de l'industrie nationale comme Electrolux.
En Suisse aussi, il existe des fondations actionnaires. Les plus connues sont Rolex, détenu à 100% par la Fondation Hans Wilsdorf, les laboratoires Sandoz, et le fabricant du célèbre couteau suisse Victorinox[réf. nécessaire].

## Fonctionnement
Les fondations actionnaires sont créées par la volonté des actionnaires d'une société commerciale de protéger leur entreprise et de développer une action philanthropique[réf. nécessaire]. Dans ce dessein, ils font don de leurs titres à une fondation (ou structure assimilée) qui en devient actionnaire minoritaire, majoritaire voire exclusif. Aux titres que détient la fondation sont assortis des droits de vote, dont la proportion peut varier et dont le montant détermine le pouvoir de décision de la fondation, en tant qu'actionnaire, sur la stratégie de l'entreprise. La fondation actionnaire protège le capital de l’entreprise qu’elle détient puisque celui-ci lui a été transmis de façon irrévocable. Une fondation n'appartenant à personne elle ne peut donc être rachetée. De plus, en tant qu’actionnaire stable, elle inscrit par définition l’entreprise dans le long terme et évite les rachats hostiles. Cela permet en outre de maintenir le capital financier et industriel sur le territoire national, de protéger l’emploi et, ainsi, faire acte de patriotisme économique.
Les actionnaires qui font don de leurs titres à une fondation renoncent ainsi à les vendre ou à les transmettre à leurs héritiers : c'est un acte philanthropique. On[Qui ?] observe que ce sont en général des entrepreneurs ou des familles qui ont intégré des considérations sociales et philanthropiques à la gestion de leurs entreprises[réf. nécessaire]. Donner l'entreprise à une fondation leur permet de pérenniser cette volonté en l'inscrivant dans l'objet social de la fondation. Leur action philanthropique est  amplifiée puisque les dividendes sont désormais perçus par une fondation et servent à financer des causes d’intérêt général.
Dans certains cas[réf. souhaitée], l'absence d'héritiers peut motiver la création d'une fondation actionnaire.

## Le cas français
(juin 2020).
En France, ce modèle de gouvernance et de transmission d'entreprise est encore méconnu. De surcroît, en l'état actuel du droit français, une fondation ne peut concilier pleinement une action en faveur de l’intérêt général avec la mission économique d'assurer le développement d'une société commerciale.
Deux cas notables sont toutefois à signaler. En 2005, faute d'héritiers, Pierre Fabre a fait don des Laboratoires Pierre Fabre à la Fondation Pierre Fabre, la fondation détenant 87% du capital des Laboratoires. La famille Mérieux a de son côté fait don de 32% de l'Institut Mérieux à une fondation sous égide de l'Institut de France.
Depuis 2015, le pôle de recherche de Prophil, cabinet dont la mission est de défricher de nouveaux modèles économiques et de gouvernance au service du bien commun, a porté de nombreuses initiatives en faveur des fondations actionnaires. En particulier la publication en mars 2015 de la première étude européenne comparée, la publication en janvier 2020 du premier guide pratique sur les fondations actionnaires et l'organisation de conférences régulières sur le sujet. Par exemple, la première conférence européenne organisée en septembre 2016 au ministère de l'Économie et des Finances,, en présence des premières fondations actionnaires françaises et d'entrepreneurs nord-européens, est à l'origine du rapport de l'Inspection générale des finances sur le rôle économique des fondations. L'objectif de ces initiatives était de mieux faire connaître les fondations actionnaires en France, d'encourager leur développement par une réforme du droit et d'accompagner des entrepreneurs pionniers en la matière.
Contrairement aux pays d’Europe du Nord qui reconnaissent dans le droit la double mission (économique et philanthropique) des fondations actionnaires (industrial foundations au Danemark), il n’existe pas de statut juridique spécifique en France. Sous l’appellation générique de fondation actionnaire, trois statuts juridiques sont à la disposition des entrepreneurs français :
- la fondation reconnue d’utilité publique (« FRUP ») : depuis la loi Dutreil de 2005, une FRUP peut en effet devenir actionnaire d’une entreprise dans le cadre d’une opération de cession ou de transmission[10]
- le fonds de dotation : personne morale de droit privé à but non lucratif qui peut recevoir et gérer à titre gratuit et irrévocable des biens, des titres et des droits de toute nature, et qui utilise ses revenus au profit d'une œuvre ou d'une mission d'intérêt général[11].
- Le fonds de pérennité, créé en 2019 par la loi PACTE : personne morale de droit privé constitué par l'apport gratuit et irrévocable des titres de capital ou de parts sociales d'une ou de plusieurs sociétés réalisé par un ou plusieurs fondateurs afin que ce fonds gère ces titres ou parts, exerce les droits qui y sont attachés et utilise ses ressources dans le but de contribuer à la pérennité économique de cette ou de ces sociétés et puisse réaliser ou financer des œuvres ou des missions d'intérêt général[12].

Dans les cas de la FRUP et du fonds de dotation, seule la mission d’intérêt général est officielle ; la mission de protection de l’entreprise ne peut quant à elle être reconnue officiellement. Le fonds de pérennité est en revanche d’abord constitué dans le but de contribuer à la pérennité économique de l’entreprise. Sa fonction philanthropique est plus ou moins secondaire. Les entrepreneurs sont libres de choisir la structure qui convient le mieux à leurs attentes en matière de gouvernance, économique et philanthropique.
Malgré l’absence d’un statut spécifique, le modèle des fondations actionnaires suscite de plus en plus d’intérêt parmi des entrepreneurs français.
En particulier, sous l'impulsion du cabinet Prophil, un groupe d'entrepreneurs désireux de transmettre leurs entreprises à des fondations actionnaires s'est constitué en 2018. Cette communauté composée d’une quinzaine de pionniers français et de trois correspondants européens s'intitule De Facto : Dynamique Européenne en faveur des Fondations actionnaires. Il a notamment contribué à l'éclosion de nouvelles fondations actionnaires en France et à la création du statut de Fonds de pérennité  intégré par le gouvernement en octobre 2018 à la Loi Pacte (article 117).